# FIFA 19
FIFA 19 este un joc video de simulare a fotbalului, dezvoltat de EA Vancouver și EA România, ca parte a seriei FIFA Electronic Arts. Jocul a fost anunțat pe 16 iunie 2018 la conferința de presă E3 2018 și a fost lansat pe 28 septembrie 2018 pentru PlayStation 4, PlayStation 3, Xbox 360, Xbox One, Nintendo Switch și Microsoft Windows. Este cel de-al 26-lea joc din seria FIFA. La fel ca și în cazul FIFA 18, Cristiano Ronaldo apare ca atlet de copertă al ediției regulate, în timp ce el și Neymar apar pe pachetele Champions and Ultimate Edition pentru joc.
Jocul include pentru prima dată după 10 ani competițiile UEFA, inclusiv Liga Campionilor. Martin Tyler și Alan Smith se întorc în calitate de comentatori obișnuiți, în timp ce în competițiile UEFA apar Derek Lae și Lee Dixon. Alex Hunter, care a apărut prima oară în FIFA 17, se întoarce pentru a treia oară și ultima oară a "The Journey", intitulată "The Journey: Champions".

## The Journey: Champions
Modul bazat pe poveste, care a fost introdus în FIFA 17, se întoarce și în FIFA 19, numit "The Journey: Champions". În această parte a Journey-ului, Hunter semnează cu Real Madrid, și încearcă să devină următorul star al Los Blancos după ce Ronaldo a plecat la Juventus. Întrucât FIFA 19 deține licența UEFA pentru Liga Campionilor, Hunter concurează și pentru gloria UEFA Champions League. Danny Williams se întoarce încercând să scoată un nume și să concureze, la fel ca Alex, pentru gloria Ligii Campionilor. Sora lui Alex, Kim Hunter, încearcă să concureze pentru 2019 FIFA Women's World Cup. Jocul include vedete precum Kevin de Bruyne, Neymar Jr, Paulo Dybala și Alex Morgan.

### Povestea
După o recapitulare a evenimentelor din edițiile anterioare, jocul începe cu Alex, Kim și Danny Williams urmărind un video al lui Jim Hunter, bunicul lui Alex, care a marcat 100 goluri în sezonul 1968-1969 Premier League, contra lui Coventry City. După aceea, jocul se duce în vara 2018, unde echipele se antrenează pentru un turneu presezon, care a avut loc în Japonia - terminând cu echipa lui Alex și Danny care se confruntă în finală. Kim este în Los Angeles antrenându-se cu SUA pentru 2019 FIFA Women's World Cup și formează un parteneriat cu Alex Morgan. Alex de asemenea o cunoaște pe Beatriz Villanova, agentul care l-a contactat la finalul FIFA 18 The Journey: Hunter Returns, promițându-i lui Alex că-l va face un icon în lumea fotbalului. Ea își păstrează promisiunea și îi spune că Real Madrid îi oferă lui Alex un contract pe 5 ani, care îl acceptă și se duce în Spania către noul club.
Între timp, în Anglia, Danny Williams se pregătește să-și facă debutul în Liga Campionilor cu primul club al lui Alex, el fiind omul țintă în formare. În acest fel, el intră în contact cu fratele lui vitreg Terry Williams, care joacă fundaș la PSG, iar rivalitatea este mare. Alex se pregătește, de asemenea, pentru Liga Campionilor și primește ajutor de la diverși mentori din echipă pentru a-l ajuta să-și crească statisticile. După ce s-a calificat la Cupa Mondială, Kim și SUA joacă apoi calificarea în finală împotriva Canadei, în timp ce Kim continuă se se lupte cu studiile și a vieții școlare.
Atât echipa lui Alex, cât și echipa lui Danny fac parte din grupele Ligii și sunt trase la sorți grupele UEFA Champions League. Prin acest punct, Alex devine din ce în ce mai prins în ceea ce privește obiligațiile de marcă și de sponsor față de cerințele agenților săi, iar creșterea faimei începe să creeze o nouă înțepenire între familia sa. Acest lucru este văzut și atunci când Kim vine să-l viziteze pe Alex înainte de Cupa Mondială, iar Alex nu vine s-o ia la aeroport din cauză că este prea preocupat de noul brand de îmbrăcăminte, atât pentru Kim, cât și pentru mama sa. Datorită acestui fapt, Alex a fost scos din Starting XI, cât și de la rezerve, înainte de optimile Champions League, ceea ce înseamnă că trebuie să joace bine pentru a recâștiga încrederea antrenorului. Danny are de asemenea probleme cu agentul, deoarece prietenul său, Ringo, și agentul său au un argument asupra lui dacă dorește o nouă casă sau nu, jucătorul având posibilitatea de a alege între Ringo sau agentul Michael. Cu toate acestea, ambele echipe ajung în semifinalele competiției.
Kim, între timp, a ajuns la Cupa Mondială din Franța și strike force-ul ei cu Morgan începe să crească. Cu toate acestea, în urma unui argument asupra faptului că a fost lăsată pe bancă, Kim a scăpat din Starting XI, iar echipa a pierdut cu 1-0 și trimisă aproape acasă. Totuși, datorită nivelului impresionant de îndemânare la vârsta ei, i se acordă un vot de încredere de către antrenor și începe ultimul joc din grupă, meci în care SUA s-a calificat în fazele knock-out. Alex și Beatriz vin să o viziteze pe Kim înaintea primului joc din knock-out stage, iar Beatriz, fiind impresionată de abilitățile lui Kim, îi spune ca aceasta să rămână fotbalistă și să nu meargă la facultate. În ciuda respingerii de către tatăl său, pe măsură ce echipa progresează, el vine mai mult la ideea Villanovei. Între timp, în Liga Campionilor, Alex se confruntă cu Juventus iar Danny Williams încă o dată cu fratele său. Ambele echipe au învins și au progresat până în finala Ligii, Danny și Terry împăcându-se după finalul meciului.
În Franța, Kim se pregătește pentru finala Cupei Mondiale împotriva Canadei, în ciuda faptului că ea a fost dată afară din nou din echipă, din cauza faptului că antrenorul a aflat că discuta contractele pro, pe care un jucător nu le poate face în timp ce se află la echipa națională. Dacă Kim câștigă CM împotriva Canadei, ea și echipa sărbătoresc cea de a patra victorie a Cupei Mondiale a SUA și echipa devenind prima echipă din istoria Cupei Mondiale care păstrează trofeul și se presupune că a semnat un contract pro cu un club și se mișcă la LA. Dacă pierde, merge la colegiu pentru a-și termina studiile, deși încă mai speră să meargă într-o zi. Apoi jocul se mută la finala Ligii Campionilor din 2019 pe Wanda Metropolitano din Madrid unde Real Madrid se confruntă cu echipa lui Danny din Premier League. Indiferent cine câștigă, personajul care pierde își ia înfrângerea grațios, pe măsură ce celălalt celebrează, fiind încoronat cea mai bună echipă din Europa. Jocul se termină cu Jim spunându-i lui Alex că nu a fost niciodată mai mândru de el și că atunci când se va retrage, va fi cel mai mare Hunter din toate timpurile, ducând călătoria lui Alex Hunter la final.